# Svenska Heraldiska Föreningen
Svenska Heraldiska Föreningen (SHF) är en svensk ideell förening som arbetar för att sprida kunskap om heraldik och närbesläktade ämnen. Föreningen bildades 1976 ur den till Heraldiska Sällskapet knutna Västra Sveriges heraldiska sällskap och har än idag sitt säte i Göteborg. 
Föreningen har - utöver intressegemenskapen - ingen anknytning till den förening med samma namn som var verksam i Stockholmsområdet under tidigt 1900-tal.

## Vapen
Sköld: I guld tre blå sköldar ställda två över en, vardera belagd med en öppen krona av guld. Hjälmtäcke: Blått fodrat med guld. Hjälmprydnad: Ett uppstigande lejon av guld hållande en blå häroldsstav.

## Verksamhet
Svenska Heraldiska Föreningen bildades i Göteborg 1976 med syftet att vara en riksomfattande förening för heraldik och närbesläktade ämnen. Föreningen har drygt 500 medlemmar.
SHF publicerar tidskriften Vapenbilden, som utkommer sedan 2007 fyra gånger per år. Vapenbilden gavs första gången ut 1976 och gavs tidigare ut två gånger årligen. 
Föreningens hemsida rymmer förutom komplement till Vapenbilden även databasen Källan som omfattar svenska offentliga, adliga respektive ofrälse (borgerliga) vapen. På hemsidan finns även forumet Heraldica.
Föreningen sammanställer även svenska heraldikers privata arkiv och förvarar dessa på föreningsarkivet i Göteborg. 
2002 instiftades Svenska Heraldiska Föreningens förtjänstmedalj som årligen delas ut till meriterade heraldiker i Sverige och i Norden. Bland medaljörerna finns Jan Raneke, Nils Fredrik Beerståhl, Bengt Olof Kälde, Clara Nevéus, Jesper Wasling och Jan von Konow från Sverige samt Nils Bartholdy från Danmark, Harald Nissen från Norge och Tom C. Bergroth från Finland. 

### Svenskt Vapenregister
2007 inrättade föreningen Svenskt Vapenregister (SV) som drivs tillsammans med Heraldiska samfundet och under överinseende av Svenska nationalkommittén för genealogi och heraldik. Registret sköts av Svenska Vapenkollegiet (SVK) som är en arbetsgrupp inom SHF och har fem till sju ledamöter.
I SV upptas heraldiska vapen som genomgått en granskning av SVK. Vapnen ska vara heraldiskt godtagbara och självständiga. De offentliggjorts under granskningen och efter upptagandet i Vapenbilden och på föreningens hemsida.

## Publikationer
- Wasling, Jesper (redaktör) (2005, nytryck 2014). Heraldik för nybörjare. Göteborg/Falköping. Libris 10019691. ISBN 91-975743-0-9
- Wasling, Jesper (2008). Medeltidens härold : diplomat, konferencier, och arkivarie. Göteborg/Falköping. Libris 11221138. ISBN 978-91-975743-1-0 (korr.)
- Uggla, Carl (2011) [1746 och 1760]. Jens Christian Berlin. red. Inledning til heraldiken samt Afhandling om wapnens indelning och deras mångfaldighet. Göteborg. Libris 12075340. ISBN 978-91-975743-2-7
- Wasling, Jesper (redaktör) (2018). Svenskt vapenregister Volym 1 SV 1–200. Libris 4dkk31jh2x70q0rj. ISBN 9789197574334
- Åsklund, Henric (redaktör) (2022). Svenskt vapenregister Volym 2 SV 201–400. Libris 9qxnpns5711m94wh. ISBN 9789197574358